# Sara Malfavón
Sara Malfavón Malfavón fue una poeta, cuentista y ensayista Mexicana. Nace el 5 de septiembre de 1905 en Zamora, Michoacán. En su trabajo se manifiesta el impacto de su labor profesional. Ecos Patrióticos es una serie de estrofas dedicadas a la patria y los héroes nacionales. "¡Ya estás vengada Gualupa!" da cuenta de los abusos sufridos por un matrimonio de trabajadores en el que la mujer es asesinada por el patrón de la hacienda después de abusar de ella.
Estudió en la Normal de Zamora, Michoacán. Desempeñó durante numerosos años en instituciones educativas rurales.Se destacó como autora de la letra de diversos himnos cívicos, entre los cuales se encuentran, el Himno a Morelia, triunfador en el iv Centenario de la fundación de esa ciudad. Fue miembro del Ateneo Nacional de Ciencias y Artes de México.